# La Femme à la caméra - Portrait de la photographe Abisag Tüllmann
Pour plus de détails, voir Fiche technique et Distribution.
La Femme à la caméra - Portrait de la photographe Abisag Tüllmann (Die Frau mit der Kamera - Portrait der Fotografin Abisag Tüllmann) est un film allemand réalisé par Claudia von Alemann et sorti en 2015.

## Synopsis
La vie et l'œuvre de la photographe Abisag Tüllmann (1935-1996), amie de Claudia von Alemann.

## Fiche technique
- Titre : La Femme à la caméra - Portrait de la photographe Abisag Tüllmann
- Titre original : Die Frau mit der Kamera - Portrait der Fotografin Abisag Tüllmann
- Réalisation : Claudia von Alemann
- Scénario : Claudia von Alemann
- Photographie : Rolf Coulanges, Verena Vargas et Peter Zach
- Son : Hein Henning
- Pays de production :  Allemagne
- Société de production : Alemann Filmproduktion
- Durée : 92 minutes
- Dates de sortie : 
  - Allemagne : 8 juillet 2015[1]
  - France : mars 2024 (Cinéma du réel)[2]

## Sélection
- Cinéma du réel 2024 - Rétrospective Claudia von Alemann[3]